# Société Anversoise pour la Fabrication de Voitures Automobiles
Die Société Anversoise pour la Fabrication de Voitures Automobiles war ein belgischer Hersteller von Automobilen aus Berchem bei Antwerpen. Der Markenname lautete SAVA.

## Unternehmensgeschichte
Das Unternehmen entstand 1910 aus dem Unternehmen Société Anonyme Royal Star, das Autos und Motorräder produzierte. Zunächst leitete es L. Van Cauwenbergh. Während des Ersten Weltkriegs ruhte die Produktion. Danach leitete Raoul Lahy das Unternehmen. 1923 übernahm der Konkurrent Minerva Motors das Unternehmen.

## Fahrzeuge

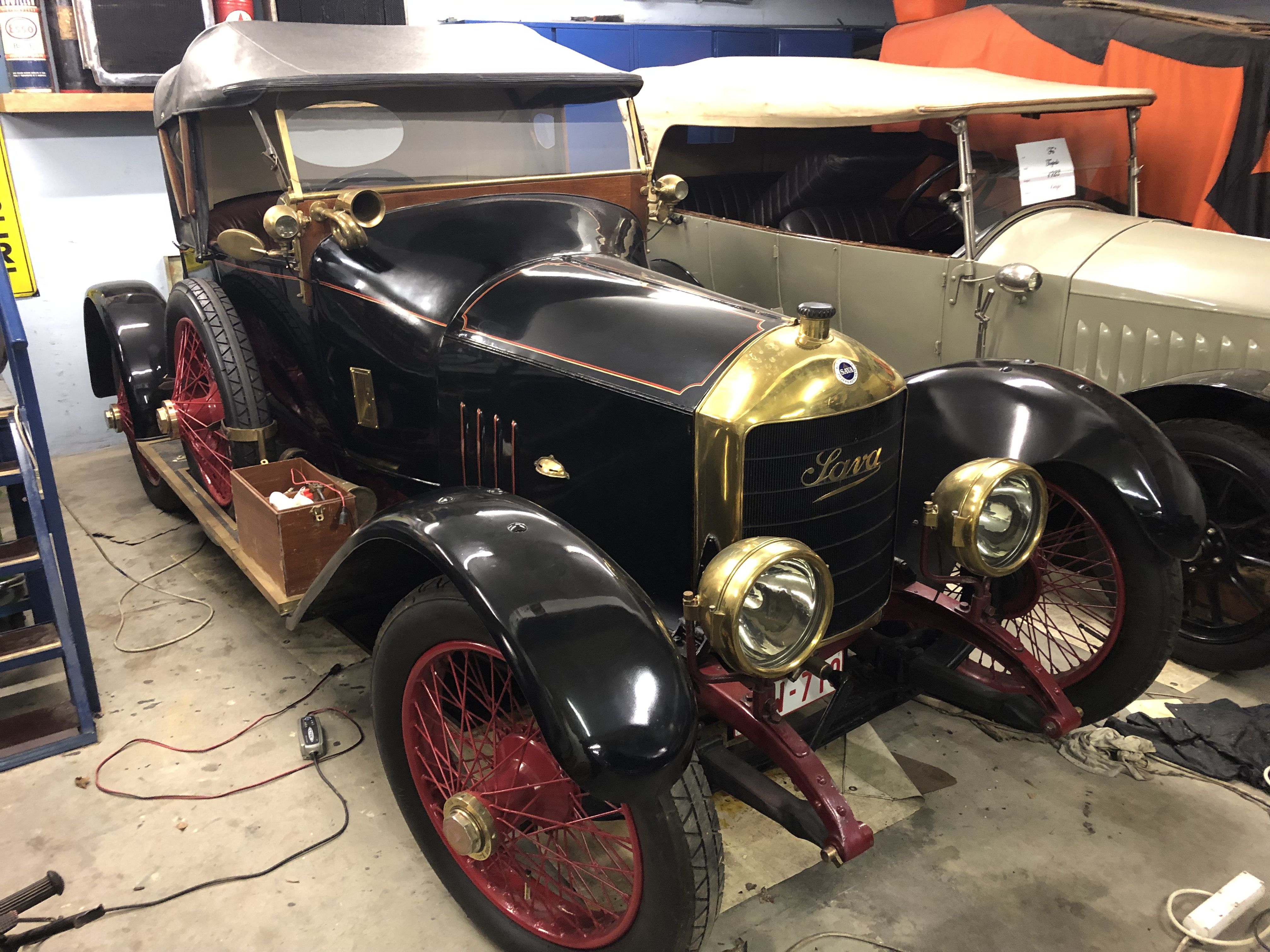
SAVA von 1913

Zunächst wurden die bisherigen Modelle von Royal Star weiter produziert. Das Angebot bestand aus den Vierzylindermodellen 11/12 CV mit 1693 cm³ Hubraum, 17 CV mit 3308 cm³ Hubraum, 20/22 CV mit 3770 cm³ Hubraum, 23 CV mit 4084 cm³ Hubraum und 25/35 CV mit 4942 cm³ Hubraum, den Sechszylindermodellen 29 CV mit 6126 cm³ Hubraum und 37 CV mit 7412 cm³ Hubraum sowie dem Einzylindermodell 7 HP mit 681 cm³ Hubraum, bei dem einige Teile von De Dion-Bouton kamen. 1911 kam das Modell 10/12 HP dazu, das einen Vierzylindermotor von Fondu mit 1693 cm³ Hubraum besaß. Von 1912 bis zum Ausbruch des Ersten Weltkrieges bestand das Modellangebot aus oben genannten 10/12 HP sowie den beiden größeren Vierzylindermodellen 14/16 HP mit 2474 cm³ Hubraum und 18/24 HP mit 2957 cm³ Hubraum.

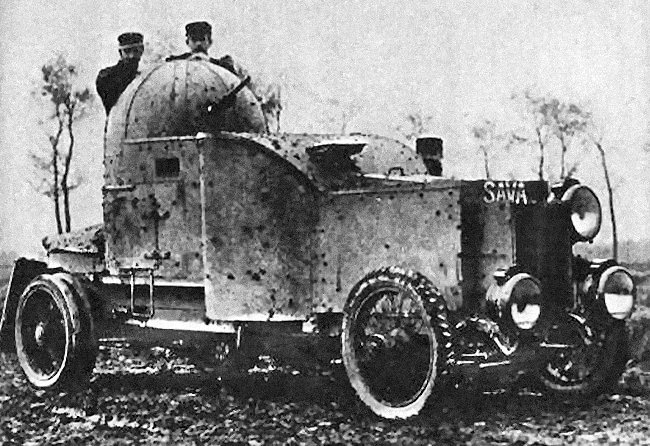
SAVA Panzerwagen (1914)

1914 wurde von SAVA ein einstellige Zahl an Panzerwagen hergestellt, dessen gepanzerte Karosserie den Formen des Austro-Daimler Panzerwagen ähnlich war.
1918 kam das neue Modell 20 CV auf den Markt, das bis 1922 produziert wurde. Das letzte Modell von SAVA war der 15 HP mit einem Vierzylindermotor und 2001 cm³ Hubraum, der von 1922 bis 1923 produziert wurde.